# Hero Bay

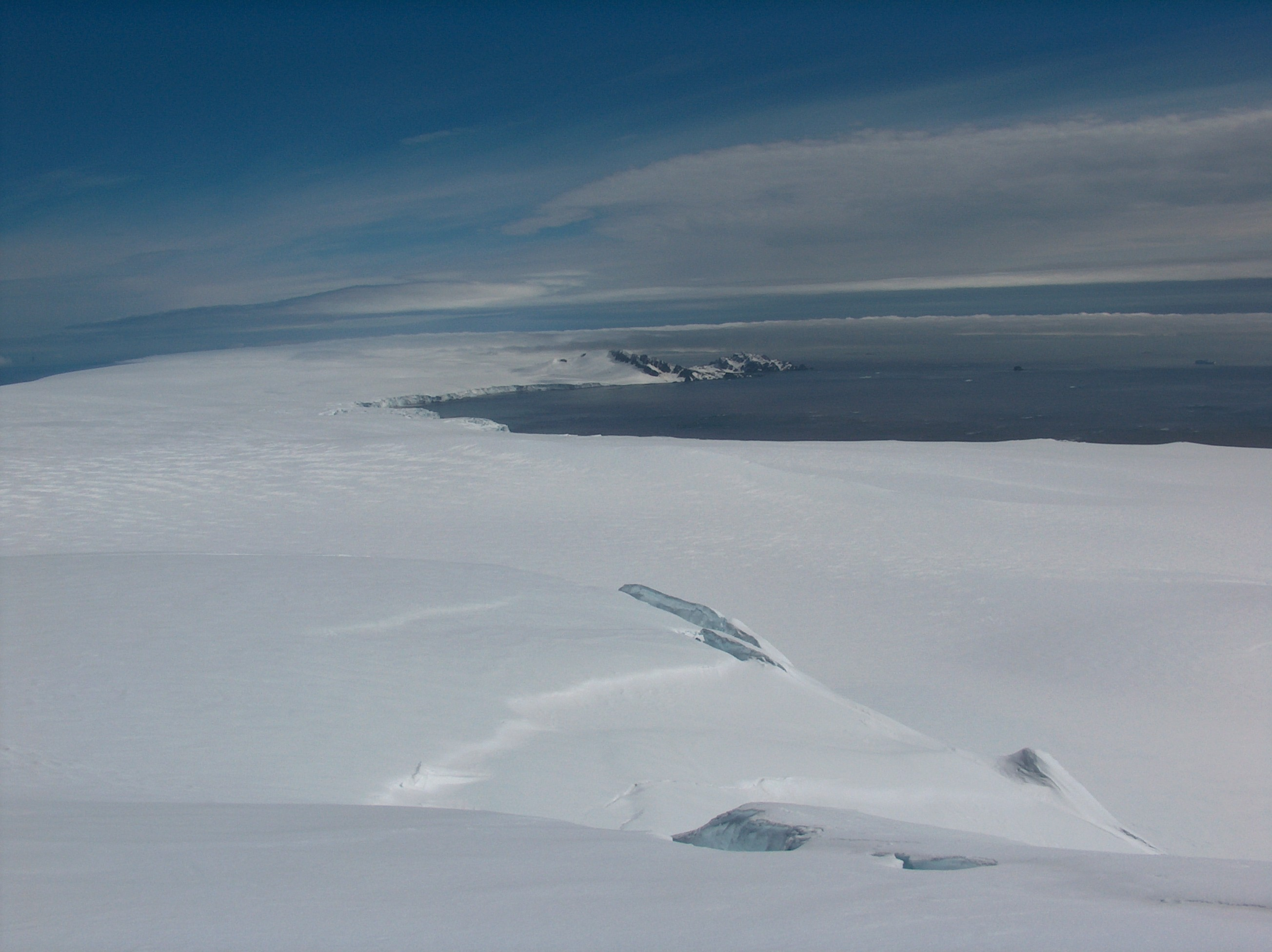
La Hero Bay vista dal Miziya Peak.

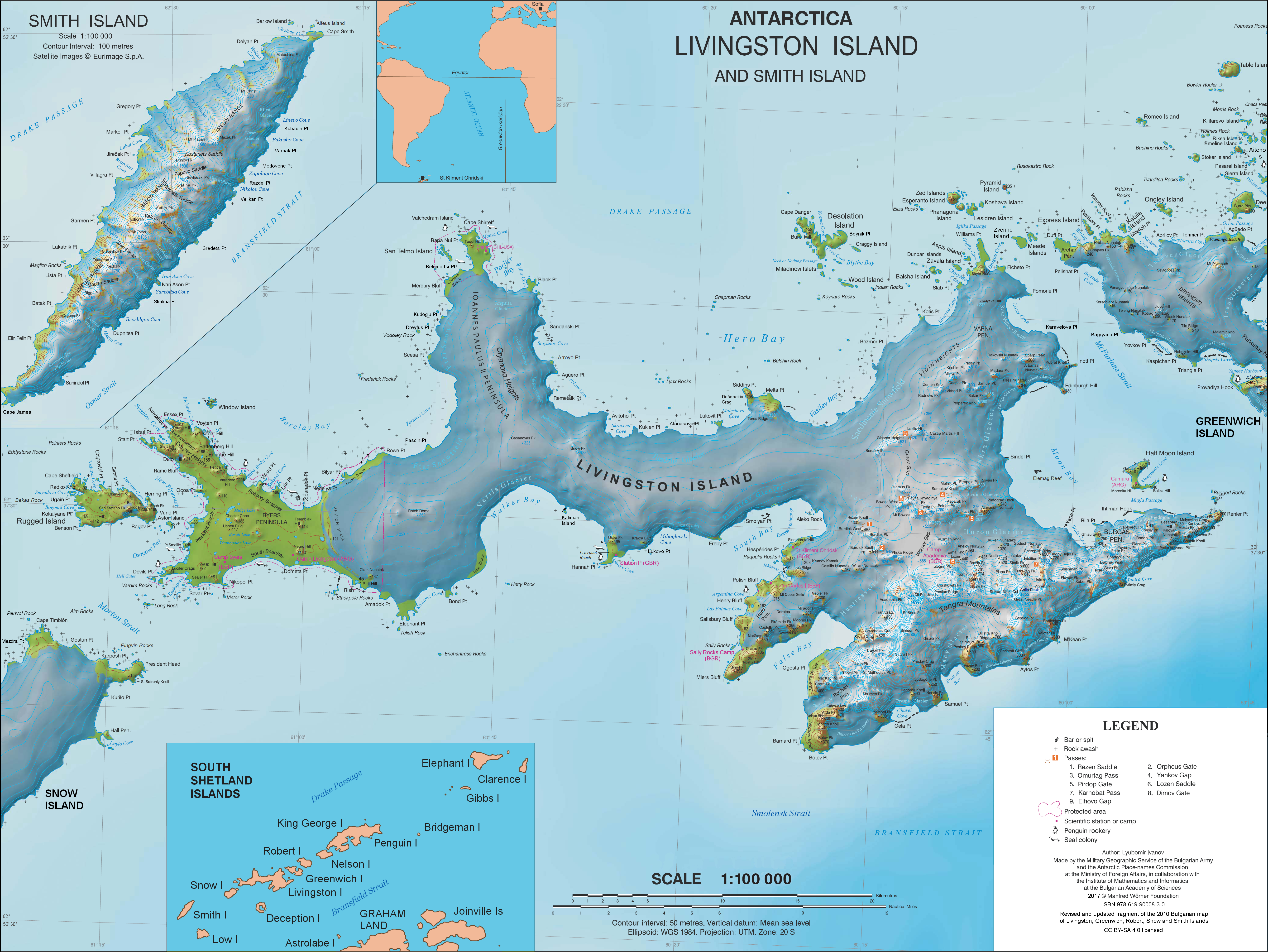
Mappa topografica dell'Isola Livingston; la Hero Bay è l'ampia baia che delimita quasi tutta la costa settentrionale dell'isola.

La Hero Bay è una vasta baia antartica, ampia 31 Km, che indenta per 11 km la costa settentrionale dell'Isola Livingston, tra Capo Shirreff e Williams Point, nelle Isole Shetland Meridionali, in Antartide.
Nella baia vanno a sfociare il Saedinenie Snowfield e i ghiacciai Tundzha, Berkovitsa, Medven e Urdoviza.

## Denominazione
La denominazione Blythe Bay, originariamente applicata a una piccola baia sulla costa sudorientale dell'Isola Desolation sulla mappa del navigatore George Powell, pubblicata nel 1822 da Richard Holmes Laurie, fu erroneamente trasferita a questa baia nel 1930. L'errore è stato successivamente rettificato e una nuova denominazione è stata assegnata a questa baia.
La denominazione attuale è stata assegnata in riferimento a un veliero americano, lo sloop Hero, comandato dal capitano Nathaniel B. Palmer, che faceva parte dei vascelli per la caccia alle foche della flotta Pendleton, di Stonington nel Connecticut, che circumnavigò le Isole Shetland Meridionali nel 1820-21.

## Localizzazione
Il punto centrale della baia è posizionato alle coordinate 62°31′S 60°27′W.

## Mappe
- Chart of South Shetland including Coronation Island, &c. from the exploration of the sloop Dove in the years 1821 and 1822 by George Powell Commander of the same. Scale ca. 1:200000. London: Laurie, 1822.
- South Shetland Islands. Scale 1:200000 topographic map No. 5657. DOS 610 – W 62 60. Tolworth, UK, 1968.
- Islas Livingston y Decepción.  Mapa topográfico a escala 1:100000.  Madrid: Servicio Geográfico del Ejército, 1991.
- L.L. Ivanov et al., Antarctica: Livingston Island and Greenwich Island, South Shetland Islands (from English Strait to Morton Strait, with illustrations and ice-cover distribution), 1:100000 scale topographic map, Antarctic Place-names Commission of Bulgaria, Sofia, 2005
- L.L. Ivanov. Antarctica: Livingston Island and Greenwich, Robert, Snow and Smith Islands. Scale 1:120000 topographic map. Troyan: Manfred Wörner Foundation, 2010. ISBN 978-954-92032-9-5 (First edition 2009. ISBN 978-954-92032-6-4)
- Antarctic Digital Database (ADD). Scale 1:250000 topographic map of Antarctica. Scientific Committee on Antarctic Research (SCAR), 1993–2016.